# Exterminateur 17
Exterminateur 17 és un còmic de ciència-ficció creat l'any 1976 pel guionista Jean-Pierre Dionnet i el dibuixant Enki Bilal a la revista francesa Métal hurlant publicada per Les Humanoïdes associés.
La història va ser continuada pel mateix guionista a La triologia d'Ellis, dibuixada per Igor Baranko i publicada entre 2003 i 2008 per Les Humanoïdes associés. La sèrie fou continuada per Casterman, que va reeditar tots els àlbums.
Es diu que la història va influir en Katsuhiro Ōtomo durant la creació d'Akira.

## Àlbums

### Exterminateur 17
- Exterminateur 17, a Métal hurlant nr. 11-19, 1976-1977.[2]
- Exterminateur 17, Les Humanoïdes Associés, març de 1979 (ISBN 2-902123-77-9).
- Exterminateur 17, Les Humanoïdes Associés, col. "Métal hurlant", 1981 (ISBN 2-7316-0113-2).
- Exterminateur 17, Les Humanoïdes Associés, col. "Pied jaloux", 1989 (ISBN 2-7316-0722-X).
- Exterminateur 17: Re-Naissance, Casterman, 2008 (ISBN 978-2-203-01526-5).

### La trilogia d'Ellis
1. L'Alliance, Les Humanoïdes associés, 2003 ISBN 2-7316-6160-7.
2. Retour à Ellis, Les Humanoïdes associés, 2004 ISBN 2-7316-6339-1.
3. Des larmes de sang, Casterman, 2008 ISBN 978-2-203-01541-8.